# Cynethryth

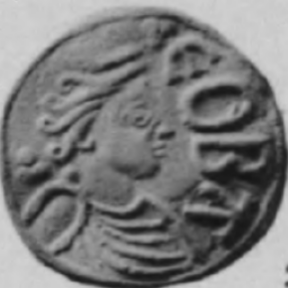
Cynethryth på ett samtida mynt. Hon är den enda anglosaxiska drottning som blivit avbildad på ett mynt. Detta var unikt i Västeuropa vid denna tid.

Cynethryth, född okänt år, död efter år 798, var en drottning av Mercia genom sitt giftermål med kung Offa av Mercia. Cynethryth hade stort politiskt inflytande under sin makes regeringstid, vilket är känt från de många politiska dokument hon undertecknade och bevittnade. Hon är den enda anglosaxiska drottningen och den enda drottningen i Västeuropa under sin samtid som finns avbildad på mynt.

## Biografi
Cynethryths bakgrund är okänd, men det har spekulerats om att hon var en ättling till kung Penda.
En känd legend i Vitae duorum Offarum från 1200-talet påstod att hon var en frankiska som hade dömts att sättas ut att driva i en båt på havet av Karl den store och drivit iland på de brittiska öarna, där Offa blev förälskad i henne. Hon nämns också under namnet Thritha i Beowulf.

### Drottning
Det är okänt när hon gifte sig med Offa. Däremot är det känt att deras äktenskap uppfattades som fullt legitimt och hade ägt rum enligt alla kyrkans regler, eftersom det nämns som ett föredöme av Alcuin inför hennes son Ecgfrith, som uppmanar sonen att se sina föräldrars äktenskap som ett föredöme.
Efter födseln av hennes äldsta son Ecgfrith tycks Cynetryth ha getts en allt större roll i Mercia. Från år 770 och framåt signerade och bevittnade hon ofta offentliga dokument, ett tecken på politiskt inflytande. I ett dokument från 780 hänvisas hon till som Cyneðryð Dei gratia regina Merciorum ("Cynethryth, av Guds Nåd, Mercianernas drottning"). Titeln drottning var vid denna tid ingen självklar sak för kungahustrur i England och många fick aldrig titeln. Hon och hennes make förekommer båda präglade på mynt enligt samma stil som tillägnades romerska kejsare och kejsarinnor, något som var unikt i det anglosaxiska England och även i Europa som helhet under samtiden. Det har föreslagits att de var en begränsad utgivning avsedd för en donation till kyrkan men det har nu avvisats. Att präglas på ett mynt var ovanligt för en drottning som inte själv var monark. Hon förekom ofta sida vid sida med sin make i offentliga dokument, något som antyder politiskt inflytande. Hon var också en beskyddare av Chertsey Abbey. Påven Hadrianus I skrev till inte endast Offa utan även till henne då han omvandlade biskopsdömet Lichfield till ett ärkebiskopsdöme.
År 794 mördades kung Æthelberht II av Östangeln, ett mord som har utpekats som beordrat av Offa. Cynethryth har ofta anklagats för att ha legat bakom detta mord direkt eller indirekt, men de första anklagelserna kommer först flera sekel senare.

### Abbedissa
Kung Offa avled 796. Cynethryth gick då i Cookham kloster och blev dess abbedissa; hon hade också uppsikt över kyrkan i Bedford, där Offa låg begraven. Hon omtalas senast år 798 under en konflikt med ärkebiskop Æthelhard av Canterbury över en del jord, ett ärende som togs upp i synoden i Clofesho. Hennes dödsår är okänt.

## Barn
- Ecgfrith av Mercia, regerade 141 dagar under år 796.
- Eadburh av Mercia - drottning av Wessex, gift med kung Beorhtric av Wessex.
- Ælfflæd av Mercia - drottning av Northumbria, gift med kung Æthelred I av Northumbria.
- Æthelburh, abbedissa.
- Æthelswith - möjligen samma person som Ælfthryth av Crowland.